# 유스트레스
유스트레스(eustress)라는 용어는 심리적, 신체적(예: 운동) 또는 생화학적/방사선학적(호르미시스 효과) 등 "유익한 스트레스"를 의미한다.
이 단어는 1976년 내분비학자 한스 셀리에(1907-1982)에 의해 소개되었다. 그는 "좋은"을 의미하는 그리스어 접두사 eu-와 영어 단어 스트레스를 결합하여 문자 그대로 "좋은 스트레스"를 의미한다. 옥스퍼드 영어사전은 이 단어의 초기 사용(심리적 사용)을 1968년까지 추적한다.
유스트레스는 건강에 좋은 스트레스에 대한 긍정적인 인지 반응으로, 성취감이나 기타 긍정적인 감정을 준다. 한스 셀리에는 다양한 스트레스 요인과 스트레스 발현을 구별하기 위해 스트레스의 하위 그룹으로 이 용어를 만들었다.
유스트레스는 스트레스나 유형에 따라 정의되는 것이 아니라 스트레스 요인을 어떻게 인식하는지(예: 부정적인 위협 대 긍정적인 도전)로 정의된다. 유스트레스는 스트레스 요인에 대한 긍정적인 반응을 말하며, 이는 스트레스 요인의 현재 통제감, 바람직함, 위치 및 타이밍에 따라 달라질 수 있다. 따라서 책 제목의 제안은 "유스트레스와 디스트레스: 좋지도 나쁘지도 않지만 오히려 같은가?"이다. 유스트레스의 잠재적 지표에는 의미, 희망 또는 활력을 가지고 스트레스 요인에 반응하는 것이 포함될 수 있다. 유스트레스는 또한 삶의 만족도 및 웰빙과도 긍정적인 상관관계가 있다.

## 같이 보기
- 한스 셀리에